# Georg-Christoph-Lichtenberg-Haus

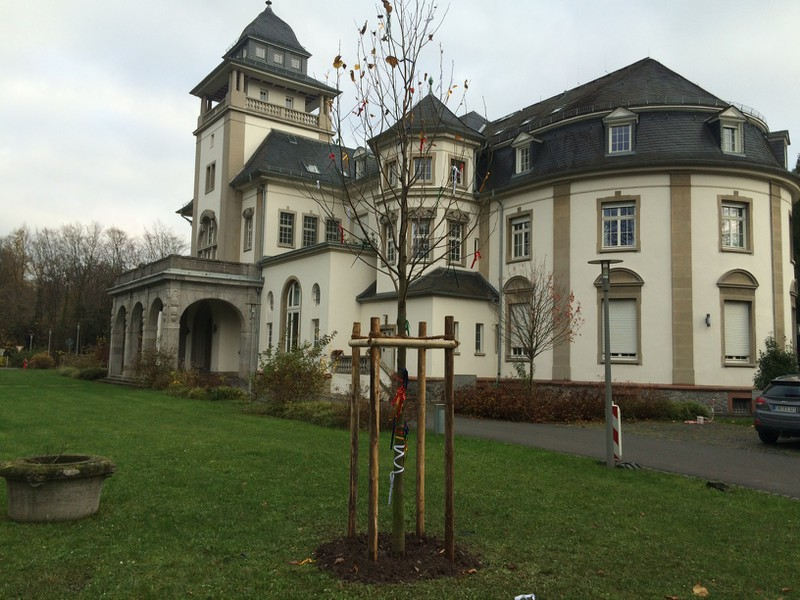
Blick von Südwesten auf das Georg-Christoph-Lichtenberg-Haus

Das Georg-Christoph-Lichtenberg-Haus in Darmstadt (Hessen), Dieburger Straße 241, gebaut als Hotel, später zu einem Stadtpalais und Adelssitz (Haus Hagenburg) umgestaltet, ist heute ein Gästehaus der Technischen Universität Darmstadt für internationale Gastwissenschaftler, Doktoranden, Postdocs sowie Forschungsstipendiaten. Das Haus umfasst 19 Wohnungen unterschiedlicher Größe. Im Erdgeschoss befinden sich Veranstaltungs- und Gemeinschaftsräume. In dem großzügig angelegten Garten hinter dem Gebäude befindet sich ein Brunnen mit der Tierplastik „Aufstrebende Kraniche“ von Gotthelf Schlotter. Auf dem Gelände steht auch ein Reitstall, der vom Reiterverein an der TU Darmstadt e.V. genutzt wird.
Das Gebäude ist aus geschichtlichen und künstlerischen Gründen ein hessisches Kulturdenkmal.

## Bau- und Nutzungsgeschichte
Am 16. Oktober 1899 wurde das für Martin Röhrich nach Plänen des Architekten Fritz Nick (1858–1908) im Stil des Historismus der Gründerzeit erbaute Haus als Parkhotel am Stadtrand von Darmstadt eröffnet. Bereits 1903 erfolgte ein erster Eigentümerwechsel: Der Frankfurter Kaufmann Bernhard Nathan erwarb das Hotel, und es erfolgte eine Neugestaltung. 1907 erwarb der Hotelier Heinrich Jordan aus Wiesbaden das Anwesen, bereits ein Jahr später wurde es von dem Brauereibesitzer Kommerzienrat Jean N. Dischinger gekauft. 1909–1911 bauten es die Architekten Jakob Krug und Georg Scherer als Haus Hagenburg zum herrschaftlichen Wohnsitz für Prinz Otto Heinrich zu Schaumburg-Lippe und seine morganatische Ehefrau Gräfin Anna von Hagenburg geb. von Köppen (1860–1932) um.
Bei diesem Umbau wurde das Gebäude mit Elementen des Jugendstils ausgestaltet, so wurden im Haupttreppenhaus Keramikfliesen von Jakob Julius Scharvogel eingebaut. Die Fliesen wurden in der Großherzoglichen Keramischen Manufaktur in der Noackstraße hergestellt. Die Treppenhaus-Ausstattung zählt zu den besterhaltenen Arbeiten Scharvogels in Hessen.
In dem neu errichteten südwestlichen Gebäudekomplex mit Pferdestall wurden die zahlreichen Pferde der Familie gehalten.
Im Rahmen eines Insolvenzverfahrens der Familie von Heinrich zu Schaumburg-Lippe infolge der Insolvenz der Fahrzeugfabrik Darmstadt erwarb 1925 Graf Renault van Becker, Kaiserlicher Persischer Geheimer Legationsrat, das Anwesen, musste es aber bereits 1936 im Rahmen einer Zwangsversteigerung wieder abgeben. Das Anwesen war nun im Besitz der Hessischen Landesbank, die es an die NSDAP veräußerste. Ab 1938 wurde das Gebäude von den Nationalsozialisten als SA-Gruppenschule genutzt. Es folgten von 1940 bis 1945 weitere Nutzungen als Reservelazarett, Krankenhaus für Tuberkulosekranke, von 1947 bis 1955 als Frauenklinik der Stadt Darmstadt. 1955 erwarb die Technische Hochschule Darmstadt das Palais und baute es als Studentenwohnheim um, das bis 1977 als solches genutzt wurde.
Der an das Gebäude angrenzende Reitstall wird seit 1955 vom Reiterverein an der TU Darmstadt genutzt. Der Reitstall ist Teil des Denkmalensembles.
Von 1978 bis 1980 wurde das Gebäude weitgehend saniert und seit Februar 1980 unter dem Namen Internationales Begegnungszentrum für Wissenschaft als Gästehaus für die Technische Hochschule bzw. spätere Technische Universität und das GSI Helmholtzzentrum für Schwerionenforschung genutzt. 1983 erfolgte die Benennung nach Georg Christoph Lichtenberg, dem 1742 in Ober-Ramstadt bei Darmstadt geborenen Physiker und Dichter. 2006 wurde die Gebäudehülle denkmalgerecht saniert. Seit 2012 ist die Technische Universität Darmstadt alleinige Nutzerin des Gebäudes.

## Beschreibung
Der zweistöckige Rechteckbau mit Walmdach ist mehrfach gegliedert. Nach Nordosten zweigt ein Baukörper rechtwinklig ab, nach Nordwesten ist ein Vorbau zur Straßenansicht vorgesetzt, in den ein fünfstöckiger quadratischer Turm mit barocker, verschieferter Haube integriert ist, der als architektonische Besonderheit eine umlaufende Balustrade im vierten Stock besitzt. Nach Südwesten ist der Baukörper U-förmig abgerundet und hier von einem Krüppelwalmdach überdacht, das bogenförmig mit Dachgauben mit Dreiecksgiebeln durchsetzt ist. An der Westseite lehnt ein oktagonaler dreistöckiger Turm mit spitzer verschieferter Haube an das Hauptgebäude an. Die erhaltenen Elemente des Jugendstils im Innern sind architektonisch und künstlerisch hervorzuheben.
Mit dem grundlegenden Umbau zum adligen Herrenhaus entstand auf der südwestlichen Seite des Grundstücks ein den Hof umschließender Gebäudekomplex, bestehend aus Reithalle, Stallung und Autogarage. Dieser blieb im Zweiten Weltkrieg unzerstört und gilt deshalb als ein kulturhistorisch seltenes Beispiel einer Stallanlage aus der Zeit des Jugendstils und des Traditionalismus. Die Reithalle ist etwa 15 mal 20 Meter groß und von einer für die Zeit fortschrittlichen doppelschaligen, freispannenden Gewölbekonstruktion aus Stahl überdeckt. Eine flach gewölbte innere Verkleidung verdeckt die Stahl-Fachwerkträger. Das glockenförmige Dach ist mit naturroten Biberschwanzziegeln gedeckt. Jeweils drei große, hoch liegende Rundbogenfenster an den Stirnseiten belichten die Halle, die mittleren noch original mit Stahlsprossen gegliedert, die beiden kleineren seitlichen unpassend später mit Glasbausteinen verschlossen. Südlich an die Halle schließen sich die Stallungen und die dazugehörigen Versorgungsräume an: von hier aus gelangt man in das Dachgeschoss, in dem sich die Zimmer für die Bediensteten befanden. Dieser eingeschossige Längsriegel hat ein Mansarddach, dessen unterer Teil mit Schiefer und der obere mit naturroten Biberschwanzziegeln gedeckt ist. Der gegenüber der Reithalle liegende Querriegel zeigt das gleiche Erscheinungsbild. Er wurde ursprünglich als Autogarage genutzt und dient heute als Lager und Fahrradstellplatz.